# Éloges
Éloges est un recueil de poèmes de Saint-John Perse, composé entre 1904 et 1910 et paru l'année suivante aux éditions de La Nouvelle Revue française. Premier cycle poétique abouti de son auteur – constituant une partie de ce qui sera appelé plus tard le « cycle antillais » –, ce recueil composite pose les éléments caractéristiques du travail d'écriture de Saint-John Perse dans son rapport sensitif au monde, à ses éléments, et en particulier à son île natale, la Guadeloupe qu'il a été contraint de quitter définitivement à l'âge de douze ans et dont il vivra perpétuellement l'exil – sans jamais y retourner.

## Composition et édition du recueil
Les poèmes qui composent le recueil Éloges sont écrits entre 1904 et 1908 par Saint-John Perse, alors jeune homme devenu bordelais pour ses études, et qui vit l'exil de son île natale, la Guadeloupe, depuis 1899. Ils constituent des réminiscences de l'« Éden tropical » de son enfance îlienne, dont les parents, propriétaires agricoles guadeloupéens, possèdent plusieurs habitations dans l'archipel (« La Joséphine » — une caféière sur les hauteurs de Saint-Claude au sud de Basse Terre — et « Le Bois-Debout » — une exploitation de canne à sucre à Capesterre-Belle-Eau – ainsi que l'îlet Feuille) où le jeune Alexis Leger, de son vrai nom, grandit au contact direct de la nature, élevé parmi ses frères et sœurs, pris en charge par des nurses antillaises. Le choix du titre du recueil, auquel Saint-John Perse était particulièrement attaché, montre à quel point cette enfance et cette île, désormais toutes deux disparues pour l'adulte qu'il est désormais, sont associées à un passé glorieux dont il fait une « dithyrambe [...] funèbre [...] entre tombeau et blason ». L'écriture de ces poèmes – qui constitueront une amorce puis une future pierre angulaire de la littérature guadeloupéenne – est faite sous l'influence symboliste de Francis Jammes, qu'il a beaucoup côtoyé à Pau durant ses années de lycée, et de Paul Claudel.
Les poèmes sont très bien accueillis par André Gide, qui fait initialement paraître Images à Crusoé dans le no 7 d'août 1909 de la toute jeune Nouvelle Revue française, puis les dix-huit chants d’Éloges dans la livraison de juin 1910, sous le nom d'auteur « Saintleger Leger » – Saint-John Perse ne prenant son nom de plume définitif qu'en 1924. Cependant, la piètre édition typographique d’Éloges, truffée de coquilles et de mises en page approximatives, rendit l'auteur furieux au point de ne plus vouloir collaborer avec la revue. Se sentant fautif, Gide propose de réaliser, entièrement à sa charge, l'édition d'un recueil complet en volume qui paraît en juin 1911 aux éditions de la NRF,.
Alors que plusieurs éditions adoptent des ordres variés de succession des poèmes, l'ordre définitif du recueil ne sera finalement fixé, par l'auteur lui-même, qu'en 1972 lors de l'entrée de Saint-John Perse dans la Bibliothèque de la Pléiade.

## Poèmes

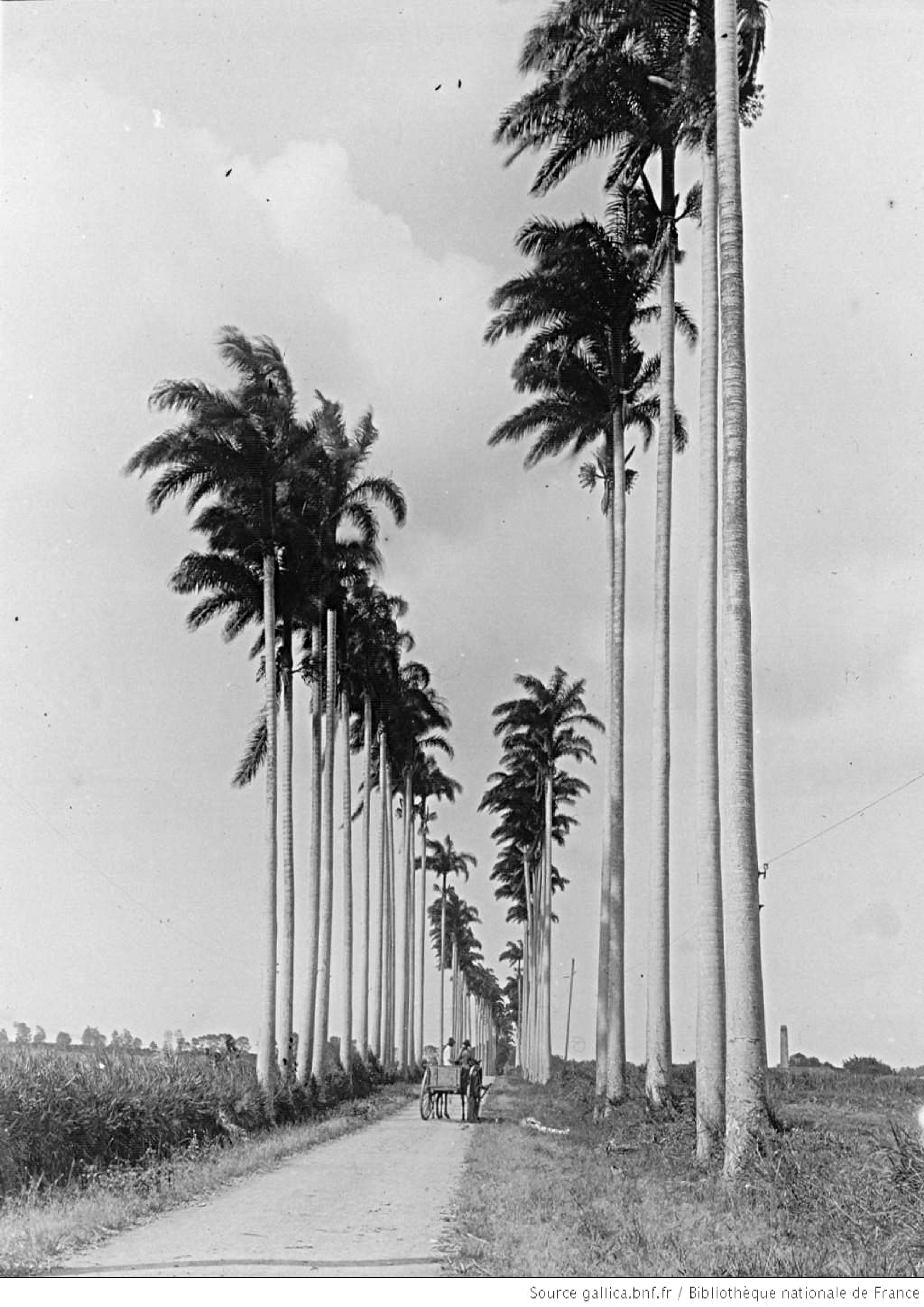
«Palmes ! » de l'allée Dumanoir – anciennement avenue des Palmistes – à Capesterre-Belle-Eau à la fin du XIXe siècle.

- Images à Crusoé (écrit 1904, publié en 1909)
  - Les Cloches
  - Le Mur
  - La Ville
  - Vendredi
  - Le Perroquet
  - Le Parasol de chèvre
  - L'Arc
  - La Graine
  - Le Livre
- Écrit sur la porte (publié en 1910)
- Pour fêter une enfance (écrit en 1907, publié en 1910)
  - I. « Palmes... ! »
  - II. « Et les servantes de ma mère... »
  - III. « ... Puis ces mouches,... »
  - IV. « Et tout n'était que règnes... »
  - V. « ...Ô! J'ai lieu de louer ! »
  - VI. « Palmes ! »
- Éloges (écrit en 1908, publié en 1910)
  - I. « Les viandes grillent en plein vent... »
  - II. « J'ai aimé un cheval... »
  - III. « Les rythmes de l'orgueil... »
  - IV. « Azur !... »
  - V. « ...Or ces eaux calmes... »
  - VI. « Et d'autres montent... »
  - VII. « Un peu de ciel bleuit... »
  - VIII. « Au négociant... »
  - IX. « ...Oh finissez... »
  - X. « Pour débarquer des bœufs et des mulets... »
  - XI. « Comme des lames de fond... »
  - XII. « Nous avons un clergé... »
  - XIII. « La tête de poisson ricane... »
  - XIV. « Silencieusement va la sève... »
  - XV. « Enfance, mon amour... »
  - XVI. « ... Ceux qui sont vieux...  »
  - XVII. « "Quand vous aurez fini de me coiffer... »
  - XVIII. « À présent laissez-moi... »

## Éditions et traductions
- Éloges (par Saintleger Leger), La Nouvelle Revue française, juin 1911 (BNF 33163457).
- Éloges (par Saint-John Perse), La Nouvelle Revue française, 1925 (BNF 31088864).
- (en) Eloges and Other Poems, trad. Louise Varèse, préf. Archibald MacLeish, éd. W. W. Norton & Company, New York, 1944 ; rééd. 1956  (ISBN 9780691097312).
- Éloges suivi de La Gloire des Rois, Anabase, Exil, Poésie/Gallimard, éditions Gallimard, 1967  (ISBN 978-2-07-030246-8).
- Œuvres complètes, Bibliothèque de la Pléiade, éditions Gallimard, 1972  (ISBN 9782070107360).
- Éloges, commenté par Mireille Sacotte, coll. « Foliothèque » no 79, éditions Gallimard, 1999  (ISBN 9782070400294).